# Comuna Cândești, Botoșani
Cândești este o comună în județul Botoșani, la limita între regiunile istorice Moldova și Bucovina, România, formată din satele Călinești, Cândești (reședința), Talpa și Vițcani.

## Coordonatele geografice
Coordonatele geografice: 47°55′ latitudine nordică și 24°58′ longitudine estică.

## Altitudine
Altitudinea medie: 300 m

## Vecini
- la nord-est comuna Șendriceni;
- la nord-vest comuna Mihăileni;
- la vest județul Suceava;
- la sud Vârful Câmpului;
- la est comunele Văculești, Șendriceni;
- la nord Lozna.

## Relieful
Prin așezare teritoriul comunei este o parte componentă a Podișului Sucevei
Această regiune face parte din Platforma Moldovenească, o prelungire a Platformei Ruse. Fundamentul este precambrian peste care s-au depus sedimente groase paleozoice, mezozoice și neozoice.
La suprafață se individualizează un orizont de șisturi argiloase, nisipuri și pietrișuri.
Comuna este așezată din punct de vedere morfologic în Valea Siretului și pe versantul vestic al dealului Bour.
Altitudinea maximă este de 375 m pe dealul Vițcani iar minima de 250m în Valea Siretului. Siretul formează o luncă largă de 2,5 –3 km.

## Clima
Așezată în nord-estul tarii comuna Cândești are clima influențată de masele de aer din estul continentului reci și uscate cât și de masele de aer arctice reci și umede. Vara predomină masele de aer umede și răcoroase cu frecvență mai redusă fiind masele cu aer cald și secetos, de tip continental.
Iarna predomină masele de aer ale anticiclonului siberian dar și masele de aer polar care determină temperaturi scăzute și vânturi puternice. Alteori prezența maselor de aer arctic și groenlandez determină producerea unor ninsori abundente cu viscoliri puternice .Temperatura medie anuală este de 8° cu media lunilor de vară de 18° iar a lunilor de iarnă minus 6°.
Temperaturile extreme a fost de 34° și respectiv minus 27°.
Primul îngheț apare la sfârșitul lunii septembrie iar ultimul la începutul lunii mai. Între aceste limite numărul posibil de zile cu îngheț este de 205 ceea ce influențează structura culturilor agricole. Umiditatea medie a maselor de aer este mare(80 la sută) maxima fiind în decembrie iar minima în aprilie. Cantitatea medie a precipitațiilor este de 750mm/an cu o maximă în luna iunie și minima în februarie. Numărul anual de zile cu precipitații fiind de 170 .
În zona comunei Cândești predomină vânturile din nord-vest și sud est mai frecvente și puternice la sfârșitul iernii.

## Hidrografia
Datorită așezării în Valea Siretului pe teritoriul comunei Cândești strațele acvifere freatice sunt bogate și calitativ superioare cu o adâncime între 2 -20 m.Rețeaua hidrografică este formată de Râul Siret care primește pe teritoriul comunei apele pâraielor Molnița, Melentina și Hlibicioc. Molnita este primul mare afluent al Siretului după ce pătrunde în țara noastră dinspre Ucraina. Râul Siret are regimuri hidrografic reglementat de existența Lacului Rogojești în amonte pe teritoriul comunei Mihăileni. Debitul Siretului înregistrează două maxime: de primăvară și toamnă cu o medie de 174 mc /s și o minimă de iarnă de 6,3 mc/s. Malul Siretului este Îndiguit pe teritoriul comunei pe o lungime de 3 km.

## Solurile
Solurile din comuna Cândești sunt puțin variate datorită condițiilor omogene de formare astfel în lunca Siretului sunt aluviuni nisipo-mâloase slab înțelenite
Aceste aluviuni sunt soluri tinere cu o succesiune de strațe litologice nelegate între ele genetic.
Cu cât ne îndepărtăm de albia minoră apar solurile aluviale fertile bune pentru pășuni și legumicultură. Izolat apar soluri aluviale gleizare slab productive datorită prezentei apei freatice la mică adâncime.
Pe terase și în zona interfluviului s-au format soluri brune cenușii cele mai răspândite pe teritoriul comunei, soluri fertile și productive pentru culturile de cartofi și sfeclă de zahăr.

## Vegetația și fauna
Teritoriul comunei se află în zona de interferență a pădurilor de foioase cu silvostepă. Pădurile ocupă mici suprafețe pe dealurile Călinești – Talpa. Cresc specii de gorun, carpen, tei, arțar, salcâm.
Vegetația pășunilor și fanaților cuprinde specii de coada șoricelului, peliniță, lucernă, trifoi roșu, ciulini, mac. Pe malurile iazurilor s-a dezvoltat o vegetație iubitoare de apă: potbal, rogoz, papură, pipirig, stânjenel.
Fauna este cea obișnuită zonei pădurilor de foioase: mistreții, căprioare, dihori, vulpi, jderi, termite, greieri, păianjeni, prepelițe, ciocănitori.

## Istoric
În anul 2003, satul Cândești și alte trei sate s-au desprins de comuna Mihăileni și au format comuna Cândești. Cu acest prilej, satul Cândești a devenit reședință de comună.

## Demografie
Componența etnică a comunei Cândești
     Români (65,57%)
     Ucraineni (28,75%)
     Alte etnii (0,21%)
     Necunoscută (5,47%)
Componența confesională a comunei Cândești
     Ortodocși (80,47%)
     Penticostali (12,71%)
     Alte religii (1,25%)
     Necunoscută (5,57%)
Conform recensământului efectuat în 2021, populația comunei Cândești se ridică la 1.920 de locuitori, în creștere față de recensământul anterior din 2011, când fuseseră înregistrați 1.847 de locuitori. Majoritatea locuitorilor sunt români (65,57%), cu o minoritate de ucraineni (28,75%), iar pentru 5,47% nu se cunoaște apartenența etnică. Din punct de vedere confesional, majoritatea locuitorilor sunt ortodocși (80,47%), cu o minoritate de penticostali (12,71%), iar pentru 5,57% nu se cunoaște apartenența confesională.

## Politică și administrație
Comuna Cândești este administrată de un primar și un consiliu local compus din 11 consilieri. Primarul, Ștefan Coțofrec[*], de la Partidul Social Democrat, este în funcție din octombrie 2020. Începând cu alegerile locale din 2024, consiliul local are următoarea componență pe partide politice:
|  | Partid                           | Consilieri | Componența Consiliului | Componența Consiliului | Componența Consiliului | Componența Consiliului | Componența Consiliului |
|  | -------------------------------- | ---------- | ---------------------- | ---------------------- | ---------------------- | ---------------------- | ---------------------- |
|  | Partidul Social Democrat         | 5          |                        |                        |                        |                        |                        |
|  | Partidul Național Liberal        | 2          |                        |                        |                        |                        |                        |
|  | Alianța pentru Unirea Românilor  | 2          |                        |                        |                        |                        |                        |
|  | Uniunea Ucrainenilor din România | 2          |                        |                        |                        |                        |                        |